# Roy Hendriksen
Roy Pierre Vernond Hendriksen (Goirle, 21 gennaio 1969) è un allenatore di calcio ed ex calciatore olandese, di ruolo centrocampista, vice allenatore dell'Al-Jazira.